# Hans-Jürgen Micheel
Hans-Jürgen Micheel (* 23. November 1936 in Stargard) ist ein ehemaliger Diplomat der DDR, der unter anderem zwischen 1987 und 1990 Botschafter und Ständiger Delegierter bei der UNESCO war.

## Leben
Hans-Jürgen Micheel, Sohn eines Autoschlossers und einer Schneiderin, besuchte die Grundschule sowie die Oberschule und trat während des Jahres 1952 als Mitglied der Freien Deutschen Jugend (FDJ) bei. Nach dem Erwerb des Abiturs begann er 1956 ein Studium an der Deutschen Akademie für Staats- und Rechtswissenschaft „Walter Ulbricht“ (DASR) in Potsdam, das er am Staatlichen Moskauer Institut für Internationale Beziehungen (SMIMO) fortsetzte. Nach Abschluss des Studiums als Diplom-Staatswissenschaftler trat er 1960 als Mitarbeiter in das Ministerium für Auswärtige Angelegenheiten (MfAA) ein und war dort sowie in Auslandsvertretungen nacheinander Referent, Attaché, Oberreferent und Kulturattaché. 1968 erfolgte seine Promotion zum Dr. rer. pol. an der DASR. Anschließend war er Zweiter Sekretär sowie Erster Sekretär an der Botschaft in Guinea.
Micheel wurde 1972 Mitarbeiter der Abteilung Internationale Organisationen des MfAA und fungierte zwischen 1975 und 1978 als stellvertretender Leiter der Vertretung bei der Konferenz des Abrüstungsausschusses in Genf. Nachdem er von 1976 bis 1978 Botschaftsrat an der Ständigen Vertretung bei dem Büro der Vereinten Nationen in Genf war, absolvierte er zwischen 1978 und 1979 die Bezirksparteischule (BPS) der Sozialistischen Einheitspartei Deutschlands (SED) in Potsdam. Im Anschluss wurde er 1979 Mitarbeiter der Abteilung Nordeuropa des MfAA sowie 1985 erst Sektionsleiter sowie 1986 stellvertretender Leiter der Abteilung UNESCO im Ministerium für Auswärtige Angelegenheiten. Zuletzt löste er 1987 Ferdinand Thun als Botschafter und Ständiger Delegierter bei der UNESCO ab und verblieb auf diesem Posten bis 1990.